# Carl Dantz
Carl Dantz (* 3. Oktober 1884 in Oldenburg; † 18. August 1967 in Bremen) war ein deutscher Pädagoge, Schulreformer und Schriftsteller.

## Biografie

### Ausbildung und Beruf
Carl Dantz war der Sohn eines Kalkulators bei Blohm & Voß in Hamburg. Dort besuchte er die Volksschule. 1899 siedelte die Familie nach Bremen-Huchting um. Nach seiner Schulzeit besuchte Dantz bis 1906 das Bremer Lehrerseminar. Er wurde Lehrer in Huchting. Vor dem Ersten Weltkrieg wurde er Mitglied der SPD und des Lehrervereins in Bremen. Er vertrat den Reformflügel in der Lehrerschaft, die für eine Einheitsschule eintrat und für die Abschaffung des Religionsunterrichts. 1914 bis 1918 war er Soldat. 1915 heiratete er seine Frau Wilhelmine (Mimi) Dantz.
Nach dem Krieg wurden er und sein Bruder Wilhelm Mitglieder der KPD. Dantz wirkte bis 1933 an der Holzhafenschule (Nordstraße) und an der Versuchsschule an der Helgolander Straße und vertrat seine Reformen in der Praxis. Von den Nazis wurde er 1933 entlassen. Nach 1945 wurde er Schulleiter an der Schule an der Helgolander Straße. Bemühungen, ihn als höheren Mitarbeiter beim Senator für Schulen und Erziehung zu gewinnen, lehnte er ab. 1952 wurde er pensioniert.
Wilhelm Dantz (1886–1948), Journalist bei der Bremer Bürger-Zeitung, 1921–1924 und 1926/27 KPD-Abgeordneter der Bremischen Bürgerschaft, war sein Bruder.

### Der Schriftsteller
Dantz’ Hauptwerk als Schriftsteller war der autobiografische Roman Peter Stoll, der 1925 erstmals und danach in sechs Auflagen erschien und 1929 auch ins Russische übersetzt wurde. Er erzählt in dem Roman die Entwicklung eines Arbeiterjungen hin zum klassenbewussten Proletarier. 1930 brachte er als Fortsetzung den Roman Peter Scholl, der Lehrling, erzählt von Flegel, Lehr- und Wanderjahren. heraus. Nach 1946 erschienen seine Werke als Neuauflagen. Die Kinderbücher aus dem Arbeitermilieu wie Wollmieze. Ein Findelkind, das seine Mutter sucht und Vom glückhaften Stern erschienen erstmals 1926 und 1927; sein Buch ... aber Mami blieb zurück, konnte erst nach 1945 erscheinen. Darüber hinaus schrieb er zahlreiche Artikel über Schul- und Erziehungsprobleme sowie Gedichte und Schulspiele (Laienspiele) für Kinder, verlegt beim Bärenreiter-Verlag.

## Ehrungen
Der Dantzweg im Bremer Stadtteil Habenhausen ist nach ihm benannt.

## Werke
- Peter Scholl, ein Kinderleben, Bremen 1925.
- Wollmieze. Ein Findelkind, das seine Mutter sucht, Berlin 1926.
- Vom glückhaften Stern, Büchergilde Gutenberg, Berlin 1927.
- Peter Scholl der Lehrling, Bremen 1930.
- ... aber Mami blieb zurück, 1945.